# Manuel Octavio Gómez
Manuel Octavio Gómez (ur. 14 listopada 1934 w Hawanie; zm. 2 stycznia 1988 tamże) – kubański reżyser, scenarzysta i krytyk filmowy, dziennikarz.
W 1964 miał miejsce jego debiut jako reżysera filmowego. Realizował ekspresyjne dramaty historyczne, jak Pierwsza szarża na maczety (1969), a także socrealistyczne filmy o tematyce współczesnej.